# Centro Comercial La Dehesa
La Dehesa es un parque comercial situado a las afueras de Alcalá de Henares, Comunidad de Madrid en torno a la A-2. Fue inaugurado en 1991 y cuenta con casi 5000 plazas de aparcamiento.

## Comercios
El supermercado Alcampo es el establecimiento más grande del centro comercial, entre esta y otras franquicias como el bufé libre Flunch y la tienda de moda Lefties dentro del propio edificio, también hay otras tiendas relacionadas con la empresa de Gérard Mulliez como Decathlon, Norauto, Leroy Merlin e incluso una gasolinera. El resto del espacio está ocupado por un MediaMarkt, Worten, la peluquería Marco Aldany, la zapatería Merkal y un McDonald's.
Aparte de las tiendas, supermercados y talleres hay un área de servicio de la autovía formada por el restaurante de comida americana Buffalo Grill y los hoteles Ibis y Plaza Alcalá. Este último está situado al lado de la Escuela de Hostelería y Turismo de Alcalá, que no está afiliada a la universidad sino que es un centro de estudios de formación profesional y no tiene nada que ver con el parque comercial.
En sus inmediaciones se encuentra la escuela de fútbol del Club Deportivo Avance.

## Yacimiento en la construcción
Durante la construcción del centro, se descubrieron distintos huesos y vestigios de tumbas de la Edad de Hierro con más de 3000 años de antigüedad. Igualmente encontraron cuerpos de romanos,visigodos y musulmanes.
Al descubrir esta cantera, los vestigios fueron examinados y guardados, para su cuidado y exposición en Museo Arqueológico Regional de la Comunidad de Madrid.

## Accesos

### Por carretera
Se accede mediante la Autovía del Noroeste (A-2), desde la salida 34. También dispone de accesos desde la Vía Complutense.

### En autobús
Las siguientes líneas urbanas e interurbanas prestan servicio al complejo.
| Línea | Recorrido                                           | Operador |
| ----- | --------------------------------------------------- | -------- |
| 1A    | Circular Alcalá de Henares (en sentido horario)     | Monbus   |
| 1B    | Circular Alcalá de Henares (en sentido antihorario) | Monbus   |
| 11    | La Garena - Estación de Alcalá Universidad          | Monbus   |
| FS2   | Torrelaguna - Alcalá de Henares                     | ALSA     |

También presta servicio la línea estatal VAC-243, que une Madrid con Guadalajara.